# Borbotana kebeae
Borbotana kebeae là một loài bướm đêm trong họ Noctuidae.